# Конструктор игр
Конструкторы игр — программы, которые объединяют в себе игровой движок и интегрированную среду разработки, и, как правило, включает в себя редактор уровней, работающий по принципу WYSIWYG. Такие программы значительно упрощает процесс разработки игр, делая его доступным любителям-непрограммистам, и могут быть использованы в начальном обучении программированию.
Иногда конструкторы игр ограничены тем или иным жанром (например конструкторы: аркад, RPG, или квестов). В других случаях конструкторы позволяют создавать игры различных жанров (предоставляя разработчику бо́льшие возможности для программирования), но, возможно, ограничивающая разработчика 2-мерными играми.
В простейшем случае к конструкторам можно отнести готовую игру с продвинутым редактором игр (напр. Cube или Stratagus). На другой стороне спектра находятся классические системы программирования, ориентированные на разработку игр (в частности Blitz BASIC).

## 2D конструкторы
- Adventure Game Studio
- Construct 2
- Construct 3
- Construct Classic (Scirra Construct)
- Clickteam Fusion 2.5 и другие продукты Clickteam (Не совсем конструктор игр)
- Game Editor
- Game Maker
- J.U.R.P.E. (Java Universal Role Playing Engine) — свободный (с открытым исходным кодом) движок для разработки игр жанра RPG. Игры на базе Jurpe основаны на системе прокачки персонажа, блужданиям по подземельям в полу-схематичном виде.
- Novashell
- Scroller Game Creator
- Stencyl
- GDevelop[фр.],

Популярностью пользуется также семейство японских коммерческих конструкторов RPG Maker, ориентированных на создание RPG-игр. Также достаточно известен другой коммерческий конструктор игр, разработанный, как и RPG Maker, компанией Enterbrain — IG Maker (ранее Action/Indie Game Maker), представляющий собой универсальный конструктор 2D игр с экспортом в Windows .EXE, Microsoft XNA template или SWF.

## 3D конструкторы
Достаточно популярны различные специализированные конструкторы 3D-игр, — чаще всего для создания FPS. Яркие примеры таких конструкторов игр — следующие программы:
- 3D Game Studio
- FPS Creator
- FPS Maker
- Game Maker
- Clickteam Fusion 2.5 (FireFly)

## Игровые движки
Игровые движки нельзя назвать конструкторами игр, это профессиональные полноценные среды для разработки игр. В их числе:
- CryEngine
- NeoAxis Engine
- Unreal Engine
- Unity
- Godot
- Blender Game Engine,
- Blitz BASIC

## Прочие
Близки к профессиональным и полупрофессиональным конструкторам игр и специальные среды (языки) программирования для использования в школьном образовании: 2-мерный Scratch и 3-мерная Alice.
Всеми признаками конструктора игр обладает Greenfoot — предназначенная для обучения программированию на Java.